# Hoogezand-Sappemeer
Hoogezand-Sappemeer est une ancienne commune dans la province de Groningue aux Pays-Bas, avec presque 35 000 habitants sur une superficie de 73 km².
La ville, 15 km de la ville de Groningue, est formée par deux villages (Hoogezand et Sappemeer), qui ont grandi ensemble. Les villages ont été formés au XVIIe siècle. Environ 1900, l'industrie venait dans cette région avec des fabriques de fécule et des chantiers navals.
Dans la municipalité il y a quatre gares (de l'ouest à l'est): Kropswolde, Martenshoek, Hoogezand-Sappemeer et Sappemeer Oost. Il y a au moins tous les jours un train par heure de Groningue à Winschoten qui arrête à toutes les gares. Au nord de Hoogezand-Sappemeer, il y a le trajet de l'autoroute A7 (E22 Amsterdam-Groningue-Allemagne).
La ville abrite une usine du confiseur allemand Haribo.

## Galerie

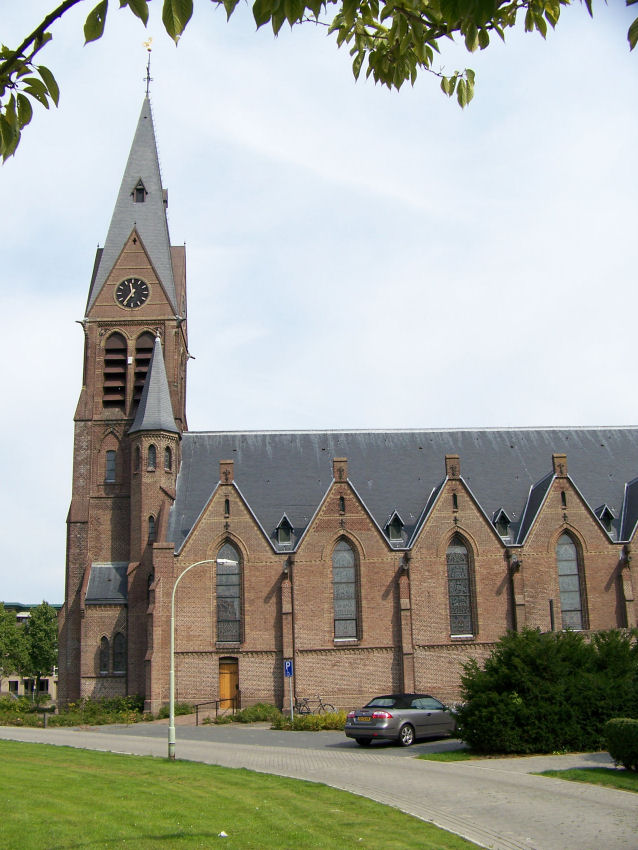
Sappermeer, l'église de Willibrord
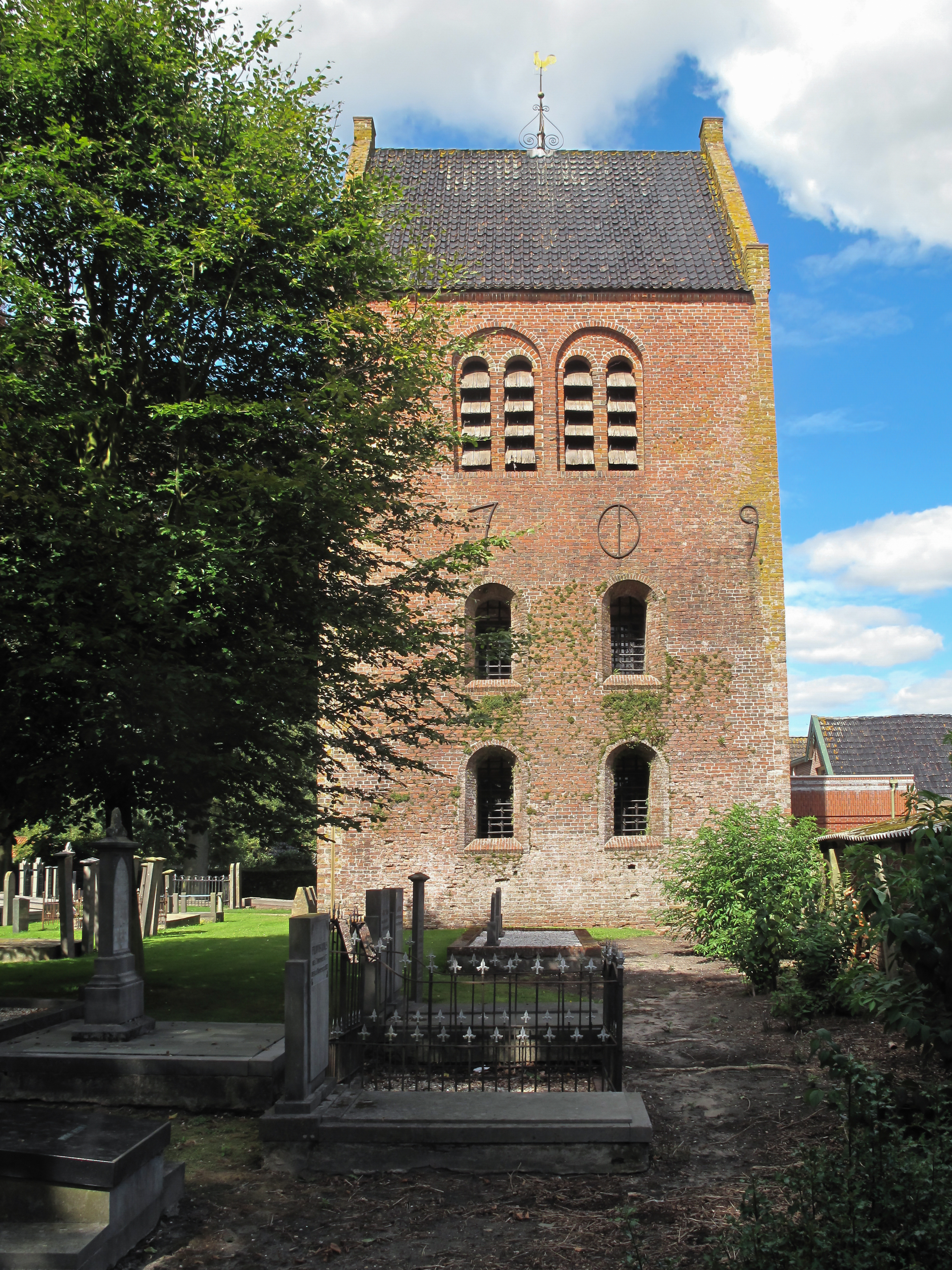
Zuidbroek, la tour horloge d'église protestante
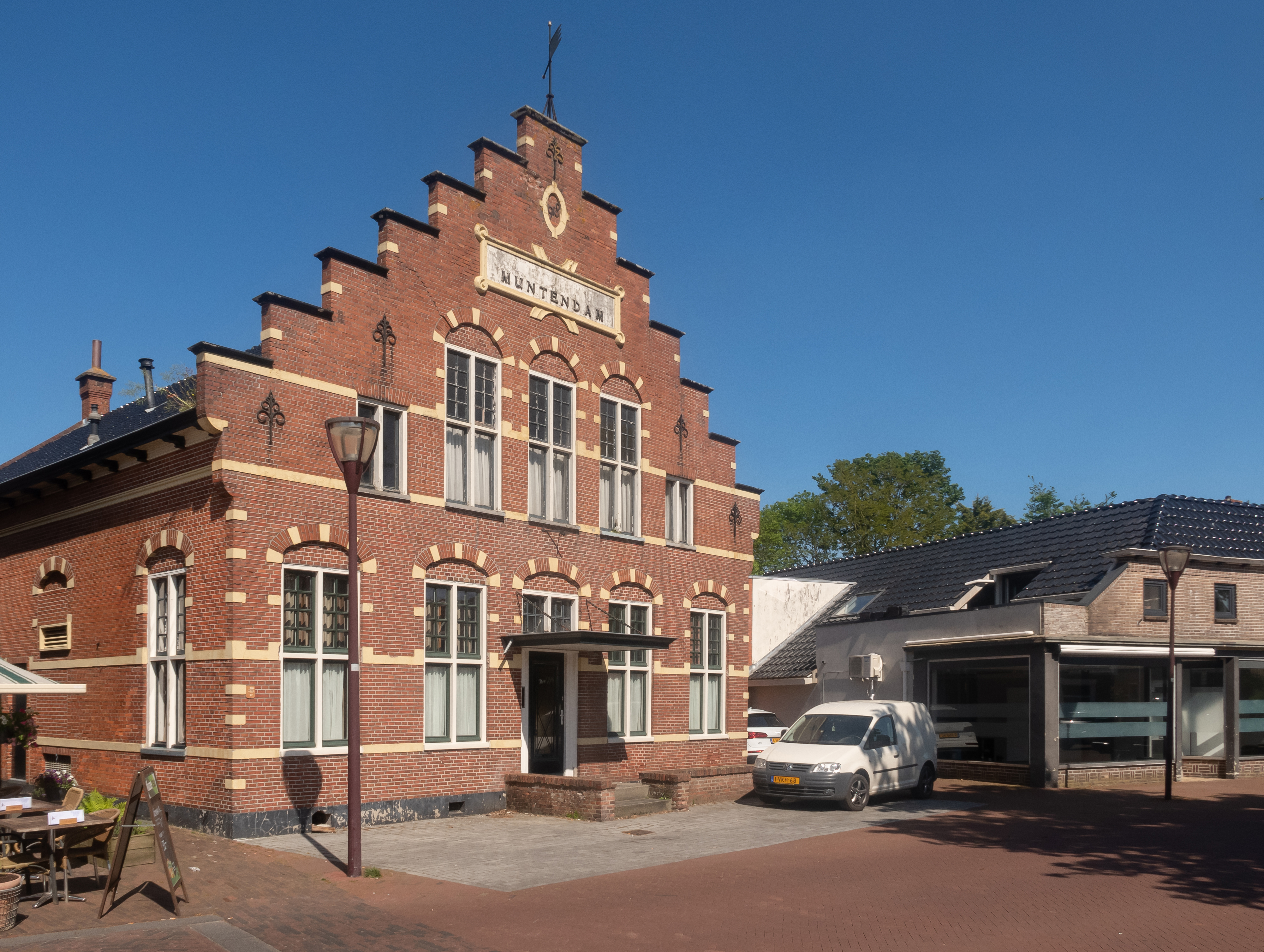
Muntendam, l'ancienne mairie

## Jumelage
- Geesthacht (Allemagne) depuis 1966[1]

## Personnalité
- Aletta Jacobs, la première femme qui est devenue médecin, est née à Sappemeer.